# Hallenhockey-Europameisterschaft der Herren 2024
Die Hallenhockey-Europameisterschaft der Herren 2024 war die 21. Auflage der Hallenhockey-EM der Herren. Sie fand vom 1. bis 4. Februar in Löwen statt, zehn Mannschaften nahmen daran teil.

## Modus
Die zehn teilnehmenden Mannschaften spielten in zwei Fünfergruppen jeder-gegen-jeden. Die zwei bestplatzierten Teams erreichten das Halbfinale und qualifizierten sich außerdem für die WM 2025, ab dort wurde im K.-o.-Modus gespielt. Die verbleibenden Teams spielten ebenfalls im K.o-System Platzierungsspiele. Die beiden Gruppenletzten stiegen in die Europameisterschaft II ab.

## Deutsche Mannschaft
Dem deutschen Nationaltrainer Rein van Eijk standen für das Turnier keine Nationalspieler zur Verfügung, da diese die Qualifikation für die Olympischen Spiele in Paris und die U21-WM in Malaysia bestritten.

## Vorrunde
Alle Zeiten in MEZ.

### Gruppe A
| Rang | Land        | Spiele | S | U | N | Tore  | Differenz | Punkte |
| ---- | ----------- | ------ | - | - | - | ----- | --------- | ------ |
| 1    | Österreich  | 4      | 3 | 1 | 0 | 23:17 | + 6       | 10     |
| 2    | Deutschland | 4      | 2 | 1 | 1 | 23:19 | + 4       | 7      |
| 3    | Spanien     | 4      | 2 | 0 | 2 | 22:23 | - 1       | 6      |
| 4    | Schweiz     | 4      | 2 | 0 | 2 | 19:22 | - 3       | 6      |
| 5    | Kroatien    | 4      | 0 | 0 | 4 | 23:29 | - 6       | 0      |

Legende: qualifiziert für die Finalspiele, Teilnahme an den Platzierungsspielen
| Datum                 | Team 1      | Team 2      | Ergebnis |
| --------------------- | ----------- | ----------- | -------- |
| 1. Februar 2024 10:00 | Österreich  | Kroatien    | 6:4      |
| 1. Februar 2024 11:15 | Deutschland | Spanien     | 6:2      |
| 1. Februar 2024 16:00 | Spanien     | Kroatien    | 8:6      |
| 1. Februar 2024 17:15 | Schweiz     | Österreich  | 2:4      |
| 2. Februar 2024 10:00 | Schweiz     | Spanien     | 3:6      |
| 2. Februar 2024 11:15 | Deutschland | Kroatien    | 7:6      |
| 2. Februar 2024 16:00 | Kroatien    | Schweiz     | 7:8      |
| 2. Februar 2024 17:15 | Deutschland | Österreich  | 5:5      |
| 3. Februar 2024 9:00  | Schweiz     | Deutschland | 6:5      |
| 3. Februar 2024 10:15 | Österreich  | Spanien     | 8:6      |

### Gruppe B
| Rang | Land       | Spiele | S | U | N | Tore  | Differenz | Punkte |
| ---- | ---------- | ------ | - | - | - | ----- | --------- | ------ |
| 1    | Belgien    | 4      | 3 | 0 | 1 | 22:11 | + 11      | 9      |
| 2    | Polen      | 4      | 2 | 0 | 2 | 17:16 | + 1       | 6      |
| 3    | Portugal   | 4      | 2 | 0 | 2 | 14:20 | - 6       | 6      |
| 4    | Tschechien | 4      | 1 | 1 | 2 | 19:18 | + 1       | 4      |
| 5    | Ukraine    | 4      | 1 | 1 | 2 | 13:20 | - 7       | 4      |

Legende: qualifiziert für die Finalspiele, Teilnahme an den Platzierungsspielen
| Datum                 | Team 1     | Team 2     | Ergebnis |
| --------------------- | ---------- | ---------- | -------- |
| 1. Februar 2024 12:30 | Tschechien | Ukraine    | 4:4      |
| 1. Februar 2024 13:45 | Belgien    | Portugal   | 4:2      |
| 1. Februar 2024 18:30 | Ukraine    | Portugal   | 1:4      |
| 1. Februar 2024 19:45 | Polen      | Belgien    | 4:2      |
| 2. Februar 2024 12:30 | Tschechien | Portugal   | 10:2     |
| 2. Februar 2024 13:45 | Polen      | Ukraine    | 4:5      |
| 2. Februar 2024 18:30 | Portugal   | Polen      | 6:5      |
| 2. Februar 2024 19:45 | Tschechien | Belgien    | 2:8      |
| 3. Februar 2024 11:30 | Polen      | Tschechien | 4:3      |
| 3. Februar 2024 12:45 | Belgien    | Ukraine    | 8:3      |

## Platzierungsspiele

### Halbfinals 5–8
| Datum                 | Team 1   | Team 2     | Ergebnis       |
| --------------------- | -------- | ---------- | -------------- |
| 3. Februar 2024 15:45 | Spanien  | Tschechien | 3:3, 2:0 n. P. |
| 3. Februar 2024 17:10 | Portugal | Schweiz    | 5:5, 2:3 n. P. |

### Spiel um Platz 9
| Datum                 | Team 1   | Team 2  | Ergebnis |
| --------------------- | -------- | ------- | -------- |
| 3. Februar 2024 21:25 | Kroatien | Ukraine | 6:4      |

### Spiel um Platz 7
| Datum                 | Team 1     | Team 2   | Ergebnis |
| --------------------- | ---------- | -------- | -------- |
| 4. Februar 2024 09:30 | Tschechien | Portugal | 5:10     |

### Spiel um Platz 5
| Datum                 | Team 1  | Team 2  | Ergebnis |
| --------------------- | ------- | ------- | -------- |
| 4. Februar 2024 11:00 | Spanien | Schweiz | 3:1      |

## Finalrunde

### Halbfinals
| Datum                 | Team 1     | Team 2      | Ergebnis       |
| --------------------- | ---------- | ----------- | -------------- |
| 3. Februar 2024 18:35 | Österreich | Polen       | 1:1, 2:3 n. P. |
| 3. Februar 2024 20:00 | Belgien    | Deutschland | 4:5            |

### Spiel um Platz 3
| Datum                 | Team 1     | Team 2  | Ergebnis |
| --------------------- | ---------- | ------- | -------- |
| 4. Februar 2024 12:30 | Österreich | Belgien | 6:7      |

### Finale
| Datum                 | Team 1 | Team 2      | Ergebnis |
| --------------------- | ------ | ----------- | -------- |
| 4. Februar 2024 14:00 | Polen  | Deutschland | 2:5      |